# 마이엔부르크상
마이엔부르크 상 (Meyenburg Prize)은 하이델베르크에 위치한 독일 최대의 생물의학 연구 기관인 독일 암 연구 센터 (DKFZ)를 지원하는 마이엔부르크 재단에서 암 연구 분야에서 뛰어난 업적을 기록한 과학자에게 수여하는 상이다.
이 상은 1981년부터 매년 수여되고 있으며, 상금은 5만 유로이다.

## 수상자 목록
| 년도      | 수상자 이름          |
| 1981      | 베르너 프랑케        |
| 1982/1983 | 홀거 키르히너        |
| 1982/1983 | 볼커 쉬르마허        |
| 1984      | 루츠 기스만          |
| 1985      | 볼커 스텀            |
| 1986      | 카린 묄링            |
| 1987      | 메리 오스본          |
| 1988      | 엘리자베스 가테프    |
| 1989      | 피터 헤를리히        |
| 1990      | 라이너 스토브        |
| 1991      | 한스 게오르그 라멘제 |
| 1992      | 발터 버치마이어      |
| 1993      | 요하네스 게르데스    |
| 1994      | 게르트 리스뮐러      |
| 1995      | 데이비드 레인        |
| 1996      | 피터 크라머          |
| 1997      | 패트릭 무어          |
| 1997      | 장유안               |
| 1998      | 리처드 우드          |
| 1999      | 칼 헬딘              |
| 2000      | 마티아스 만          |
| 2001      | 츠키타 쇼이치로      |
| 2002      | 앤드루 파이어        |
| 2003      | 수상자 없음          |
| 2004      | 에리히 니그          |
| 2005      | 토마스 투슐          |
| 2006      | 엘리자베스 블랙번    |
| 2007      | 야마나카 신야        |
| 2008      | 한스 클레버스        |
| 2009      | 브라이언 드루커      |
| 2010      | 앨런 애쉬워스        |
| 2011      | 슈테판 헬            |
| 2012      | 찰스 멀리건          |
| 2013      | 나다나엘 그레이      |
| 2014      | 피터 캠벨            |
| 2015      | 톤 슈마허            |
| 2016      | 에마뉘엘 샤르팡티에  |
| 2017      | 니찬 로젠펠드        |
| 2018      | 수상자 없음          |
| 2019      | 벤자민 L. 에버트     |
| 2020/2021 | 우우르 샤힌          |
| 2020/2021 | 외즐렘 튀레지        |
| 2020/2021 | 커리코 커털린        |

## 같이 보기
- 게이오 의학상